# Ejn Sarid
Ejn Sarid (hebrejsky עֵין שָׂרִיד, doslova „Pramen přeživšího“, v oficiálním přepisu do angličtiny En Sarid, přepisováno též Ein Sarid) je vesnice typu mošav v Izraeli, v Centrálním distriktu, v Oblastní radě Lev ha-Šaron.

## Geografie
Leží v nadmořské výšce 68 v hustě osídlené a zemědělsky intenzivně využívané pobřežní nížině, respektive Šaronské planině, nedaleko od kopcovitých oblastí podél Zelené linie oddělujících vlastní Izrael v mezinárodně uznávaných hranicích od okupovaného Západního břehu Jordánu.
Obec se nachází 10 kilometrů od břehu Středozemního moře, cca 28 kilometrů severovýchodně od centra Tel Avivu, cca 60 kilometrů jižně od centra Haify a 10 kilometrů jihovýchodně od města Netanja. Ejn Sarid obývají Židé, přičemž osídlení v tomto regionu je etnicky převážně židovské. Západním směrem v pobřežní nížině je osídlení ryze židovské. Na severovýchod a jihovýchod od mošavu ovšem leží téměř souvislý pás měst a vesnic obývaných izraelskými Araby – takzvaný Trojúhelník. Konkrétně jde o města Kalansuva a Tira.
Ejn Sarid je na dopravní síť napojen pomocí lokální silnice číslo 562.

## Dějiny
Ejn Sarid byl založen v roce 1950. Nejprve šlo o provizorní přistěhovalecký tábor typu ma'abara, který se postupně transformoval v běžnou zástavbu. Zakladateli mošavu byli židovští přistěhovalci z Evropy.
Správní území obce dosahuje 900 dunamů (0,9 kilometru čtverečního).

## Demografie
Podle údajů z roku 2014 tvořili naprostou většinu obyvatel v Ejn Sarid Židé (včetně statistické kategorie "ostatní", která zahrnuje nearabské obyvatele židovského původu ale bez formální příslušnosti k židovskému náboženství).
Jde o menší sídlo vesnického typu s mírně rostoucí populací. K 31. prosinci 2014 zde žilo 1528 lidí. Během roku 2014 populace stoupla o 2,2 %.
| Rok            | 1961 | 1972 | 1983 | 1995 | 2001 | 2003 | 2004 | 2005 | 2006 | 2007 | 2008 | 2009 | 2010 | 2011 | 2012 | 2013 | 2014 |
| -------------- | ---- | ---- | ---- | ---- | ---- | ---- | ---- | ---- | ---- | ---- | ---- | ---- | ---- | ---- | ---- | ---- | ---- |
| Počet obyvatel | 591  | 428  | 394  | 820  | 1140 | 1159 | 1180 | 1207 | 1237 | 1233 | 1234 | 1271 | 1315 | 1390 | 1445 | 1495 | 1528 |